# Milton (Flórida)
Milton é uma cidade localizada no estado americano da Flórida, no condado de Santa Rosa, do qual é sede. Foi incorporada em 1844.

## Geografia
De acordo com o United States Census Bureau, a cidade tem uma área de 14,7 km², onde 14,1 km² estão cobertos por terra e 0,6 km² por água.

### Localidades na vizinhança
O diagrama seguinte representa as localidades num raio de 32 km ao redor de Milton.

## Demografia
Segundo o censo nacional de 2010, a sua população é de 8 826 habitantes e sua densidade populacional é de 624,1 hab/km², o que a torna a localidade mais populosa e a mais densamente povoada do condado de Santa Rosa. Além de ser a que, em 10 anos, teve o maior crescimento populacional do condado. Possui 4 021 residências, que resulta em uma densidade de 284,3 residências/km².